# Relaciones Angola-Chile
Las relaciones Angola-Chile son las relaciones internacionales entre la República de Angola y la República de Chile. 

## Historia

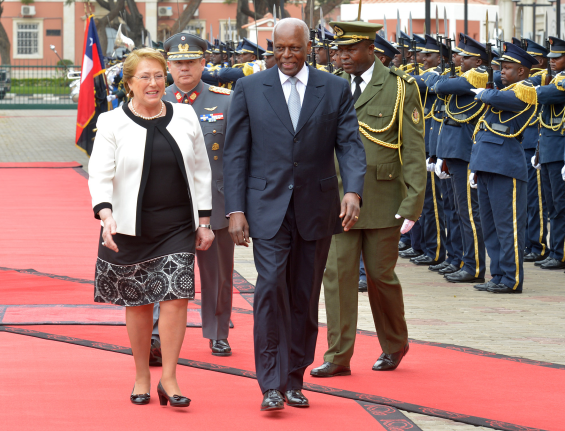
La Presidenta de Chile, Michelle Bachelet, junto al mandatario de Angola, José Eduardo dos Santos, durante una visita de Estado en 2014.

Las relaciones diplomáticas entre Angola y Chile se oficializaron a partir del 8 de agosto de 1990. 
En 2008, los cancilleres de ambos países firmaron acuerdos en materia de cooperación económica, científica, técnica y cultural, en el ámbito del petróleo, y la creación de un mecanismo de consultas bilaterales. En materia petrolera, Angola es uno de los mayores proveedores de ese hidrocarburo para el mercado chileno, mientras que Chile presta capacitación para sus técnicos, en materia de exploración, explotación y distribución a través de su Empresa Nacional del Petróleo (ENAP).
En agosto de 2014, la presidenta chilena Michelle Bachelet realizó una visita de Estado a Angola, donde acordó junto a su par angoleño José Eduardo dos Santos, estrechar las relaciones comerciales con la creación de una comisión bilateral de cooperación económica que impulse los acuerdos ya firmados entre ambos países, incluyendo un aumento de las exportaciones angoleñas de crudo a Chile.
En el campo de la cooperación, Angola es el mayor beneficiado de las becas Nelson Mandela, que Chile pone a disposición de estudiantes africanos para que cursen programas de magíster en distintas universidades chilenas.

## Relaciones comerciales
Respecto al intercambio comercial entre ambos países, en 2023, este ascendió a 0,47 millones de dólares estadounidenses. Los principales productos exportados por Chile a Angola fueron jurel, alfombras y productos de pollo.
En agosto de 2014, a través de sus empresas petrolíferas estatales Sonangol y ENAP, Angola y Chile firmaron un acuerdo de cooperación para la provisión desde la concesionaria angoleña de hidrocarburos de unos diez mil barriles de petróleo. La exportación del crudo con destino a Chile estuvo a cargo de Cabinda Gulf Oil Company, propiedad de Chevron Corporation. En 2021, un cargamento de crudo contaminado con agua ocasionó pérdidas por más de 2 mil millones de pesos chilenos a ENAP, la que inició un litigio en 2023 contra la compañía angoleña.

## Misiones diplomáticas
- La embajada de Angola en Brasil concurre con representación diplomática a Chile.
- La embajada de Chile en Sudáfrica concurre representación diplomática a Angola. Asimismo, Chile cuenta con un consulado honorario en Luanda.[10]